# Tour de Catalogne 1982
Le Tour de Catalogne 1982 est la 62e édition du Tour de Catalogne, une course cycliste par étapes en Espagne. L’épreuve se déroule sur 7 étapes du 8 au 15 septembre 1982 sur un total de 1 249,3 km. Le vainqueur final est l'Espagnol Alberto Fernández de l’équipe Teka, devant Pedro Muñoz et Julián Gorospe.

## Étapes
| Étape | Date         | Parcours                          | km    | Vainqueur d’étape         | Leader du classement général |
| ----- | ------------ | --------------------------------- | ----- | ------------------------- | ---------------------------- |
| P     | 8 septembre  | Platja d'Aro – Platja d'Aro (clm) | 3,8   | Daniel Gisiger (SUI)      | Daniel Gisiger (SUI)         |
| 1     | 9 septembre  | Platja d'Aro – Ogassa             | 177,3 | José Luis Laguía (ESP)    | Daniel Gisiger (SUI)         |
| 2a    | 10 septembre | Ogassa – Mataró                   | 142,0 | Johan van der Velde (NED) | Serge Demierre (SUI)         |
| 2b    | 10 septembre | Barcelone – Barcelone             | 40,0  | José Luis Laguía (ESP)    | Johan van der Velde (NED)    |
| 3     | 11 septembre | Barcelone - Lleida                | 183,0 | Ludo Peeters (BEL)        | Johan van der Velde (NED)    |
| 4     | 12 septembre | Lleida - Viella                   | 199,5 | Ángel Ocaña (ESP)         | Johan van der Velde (NED)    |
| 5     | 13 septembre | El Pont de Suert - Manresa        | 196,5 | Ismael Lejarreta (ESP)    | Emanuele Bombini (ITA)       |
| 6     | 14 septembre | Manresa – Vilanova i la Geltrú    | 145,0 | Ludo Peeters (BEL)        | Pedro Muñoz (ESP)            |
| 7a    | 15 septembre | Cambrils – Cambrils (clm)         | 26,2  | Alberto Fernández (ESP)   | Alberto Fernández (ESP)      |
| 7b    | 15 septembre | Cambrils – Salou                  | 136,0 | Patrick Cocquyt (BEL)     | Alberto Fernández (ESP)      |

### Prologue[1]
08-09-1982: Platja d'Aro – Platja d'Aro, 3,8 km (clm) :
|   | Cycliste                | Équipe             | Temps      |
| - | ----------------------- | ------------------ | ---------- |
| 1 | Daniel Gisiger (SUI)    | Hoonved-Bottecchia | 5 min 14 s |
| 2 | Serge Demierre (SUI)    | Cilo-Aufina        | + 4 s      |
| 3 | Alberto Fernández (ESP) | Teka               | + 7 s      |

|   | Cycliste                | Équipe             | Temps      |
| - | ----------------------- | ------------------ | ---------- |
| 1 | Daniel Gisiger (SUI)    | Hoonved-Bottecchia | 5 min 14 s |
| 2 | Serge Demierre (SUI)    | Cilo-Aufina        | + 4 s      |
| 3 | Alberto Fernández (ESP) | Teka               | + 7 s      |

### 1reétape[2]
09-09-1982: Platja d'Aro – Ogassa, 177,3:
|   | Cycliste                  | Équipe     | Temps           |
| - | ------------------------- | ---------- | --------------- |
| 1 | José Luis Laguía (ESP)    | Reynolds   | 5 h 07 min 04 s |
| 2 | Ludo Peeters (BEL)        | TI-Raleigh | m.t.            |
| 3 | Johan van der Velde (NED) | TI-Raleigh | m.t.            |

|   | Cycliste                | Équipe             | Temps           |
| - | ----------------------- | ------------------ | --------------- |
| 1 | Daniel Gisiger (SUI)    | Hoonved-Bottecchia | 5 h 12 min 18 s |
| 2 | Serge Demierre (SUI)    | Cilo-Aufina        | + 4 s           |
| 3 | Alberto Fernández (ESP) | Teka               | + 7 s           |

### 2eétape A[3]
10-09-1982: Ogassa – Mataró, 142,0 km :
| Resultat de la 2e étape A \| \| Cycliste \| Équipe \| Temps \| \| - \| ------------------------- \| ----------- \| --------------- \| \| 1 \| Johan van der Velde (NED) \| TI-Raleigh \| 3 h 19 min 35 s \| \| 2 \| Serge Demierre (SUI) \| Cilo-Aufina \| m.t. \| \| 3 \| Juan Fernández (ESP) \| Kelme \| + 43 s \| |                           |             |                 |
| | Cycliste                  | Équipe      | Temps           |
| 1 | Johan van der Velde (NED) | TI-Raleigh  | 3 h 19 min 35 s |
| 2 | Serge Demierre (SUI)      | Cilo-Aufina | m.t.            |
| 3 | Juan Fernández (ESP)      | Kelme       | + 43 s          |

### 2eétape B[3]
10-09-1982: Barcelone - Barcelone, 40,0 km :
|   | Cycliste               | Équipe     | Temps                   |
| - | ---------------------- | ---------- | ----------------------- |
| 1 | José Luis Laguía (ESP) | Reynolds   | 1 h 10 min 41 s (-15 s) |
| 2 | José Recio (ESP)       | Kelme      | m.t. (-12 s)            |
| 3 | Eddy Vanhaerens (BEL)  | Safir-Marc | m.t. (-10 s)            |

|   | Cycliste                  | Équipe      | Temps           |
| - | ------------------------- | ----------- | --------------- |
| 1 | Johan van der Velde (NED) | TI-Raleigh  | 8 h 31 min 57 s |
| 2 | Serge Demierre (SUI)      | Cilo-Aufina | m.t.            |
| 3 | Alberto Fernández (ESP)   | Teka        | + 46 s          |

### 3eétape[4]
11-09-1982: Barcelone - Lleida, 183,0 km :
|   | Cycliste                | Équipe     | Temps           |
| - | ----------------------- | ---------- | --------------- |
| 1 | Ludo Peeters (BEL)      | TI-Raleigh | 4 h 59 min 51 s |
| 2 | Michel Pollentier (BEL) | Safir-Marc | m.t.            |
| 3 | Celestí Prieto (ESP)    | Kelme      | m.t.            |

|   | Cycliste                  | Équipe      | Temps            |
| - | ------------------------- | ----------- | ---------------- |
| 1 | Johan van der Velde (NED) | TI-Raleigh  | 13 h 31 min 58 s |
| 2 | Serge Demierre (SUI)      | Cilo-Aufina | m.t.             |
| 3 | Alberto Fernández (ESP)   | Teka        | + 36 s           |

### 4eétape[5]
12-09-1982: Lleida - Viella, 199,5 km :
|   | Cycliste               | Équipe             | Temps           |
| - | ---------------------- | ------------------ | --------------- |
| 1 | Ángel Ocaña (ESP)      | Zor-Gemeaz         | 6 h 11 min 21 s |
| 2 | Serge Demierre (SUI)   | Cilo-Aufina        | + 1 min 09 s    |
| 3 | Emanuele Bombini (ITA) | Hoonved-Bottecchia | m.t.            |

|   | Cycliste                  | Équipe      | Temps            |
| - | ------------------------- | ----------- | ---------------- |
| 1 | Johan van der Velde (NED) | TI-Raleigh  | 19 h 44 min 28 s |
| 2 | Serge Demierre (SUI)      | Cilo-Aufina | m.t.             |
| 3 | Alberto Fernández (ESP)   | Teka        | + 36 s           |

### 5eétape[6]
13-09-1982: El Pont de Suert - Manresa, 196,5 km :
|   | Cycliste                | Équipe      | Temps           |
| - | ----------------------- | ----------- | --------------- |
| 1 | Ismael Lejarreta (ESP)  | Teka        | 5 h 13 min 25 s |
| 2 | Julius Thalmann (SUI)   | Cilo-Aufina | + 10 min 37 s   |
| 3 | Jacques Hanegraaf (NED) | TI-Raleigh  | m.t.            |

|   | Cycliste                  | Équipe             | Temps            |
| - | ------------------------- | ------------------ | ---------------- |
| 1 | Emanuele Bombini (ITA)    | Hoonved-Bottecchia | 25 h 09 min 31 s |
| 2 | Johan van der Velde (NED) | TI-Raleigh         | + 36 s           |
| 3 | Serge Demierre (SUI)      | Cilo-Aufina        | m.t.             |

### 6eétape[7]
14-09-1982: Manresa – Vilanova i la Geltrú, 145,0 km :
|   | Cycliste            | Équipe      | Temps           |
| - | ------------------- | ----------- | --------------- |
| 1 | Ludo Peeters (BEL)  | TI-Raleigh  | 3 h 38 min 58 s |
| 2 | Hubert Seiz (SUI)   | Cilo-Aufina | m.t.            |
| 3 | Vicente Belda (ESP) | Kelme       | m.t.            |

|   | Cycliste                | Équipe      | Temps            |
| - | ----------------------- | ----------- | ---------------- |
| 1 | Pedro Muñoz (ESP)       | Zor-Gemeaz  | 28 h 49 min 56 s |
| 2 | Alberto Fernández (ESP) | Teka        | + 10 s           |
| 3 | Hubert Seiz (SUI)       | Cilo-Aufina | + 1 min 19 s     |

### 7eétape A[8]
15-09-1982: Cambrils – Cambrils, 26,2 km (clm) :
| Resultat de la 7e étape A \| \| Cycliste \| Équipe \| Temps \| \| - \| ------------------------- \| ------------------ \| ----------- \| \| 1 \| Alberto Fernández (ESP) \| Teka \| 33 min 02 s \| \| 2 \| Daniel Gisiger (SUI) \| Hoonved-Bottecchia \| + 16 s \| \| 3 \| Gerard Veldscholten (NED) \| TI-Raleigh \| + 50 s \| |                           |                    |             |
| | Cycliste                  | Équipe             | Temps       |
| 1 | Alberto Fernández (ESP)   | Teka               | 33 min 02 s |
| 2 | Daniel Gisiger (SUI)      | Hoonved-Bottecchia | + 16 s      |
| 3 | Gerard Veldscholten (NED) | TI-Raleigh         | + 50 s      |

### 7eétape B[8]
15-09-1982: Cambrils – Salou, 136,0 km :
|   | Cycliste                | Équipe      | Temps           |
| - | ----------------------- | ----------- | --------------- |
| 1 | Patrick Cocquyt (BEL)   | Safir-Marc  | 3 h 37 min 09 s |
| 2 | Gilbert Glaus (SUI)     | Cilo-Aufina | +13 min 35 s    |
| 3 | Jacques Hanegraaf (NED) | TI-Raleigh  | m.t.            |

|   | Cycliste                | Équipe     | Temps            |
| - | ----------------------- | ---------- | ---------------- |
| 1 | Alberto Fernández (ESP) | Teka       | 33 h 13 min 53 s |
| 2 | Pedro Muñoz (ESP)       | Zor-Gemeaz | + 51 s           |
| 3 | Julián Gorospe (ESP)    | Reynolds   | + 2 min 12 s     |

## Classement général
|    | Cycliste                  | Équipe             | Temps            |
| -- | ------------------------- | ------------------ | ---------------- |
| 1  | Alberto Fernández (ESP)   | Teka               | 33 h 13 min 53 s |
| 2  | Pedro Muñoz (ESP)         | Zor-Gemeaz         | + 51 s           |
| 3  | Julián Gorospe (ESP)      | Reynolds           | + 2 min 12 s     |
| 4  | Hubert Seiz (SUI)         | Cilo-Aufina        | + 3 min 10 s     |
| 5  | Vicente Belda (ESP)       | Kelme              | + 4 min 35 s     |
| 6  | Faustino Rupérez (ESP)    | Zor-Gemeaz         | + 9 min 06 s     |
| 7  | Emanuele Bombini (ITA)    | Hoonved-Bottecchia | + 9 min 08 s     |
| 8  | Serge Demierre (SUI)      | Cilo-Aufina        | + 9 min 57 s     |
| 9  | Johan van der Velde (NED) | TI-Raleigh         | + 9 min 57 s     |
| 10 | Steven Rooks (NED)        | TI-Raleigh         | + 9 min 58 s     |

## Classements annexes
|   | Cycliste                 | Équipe     | Points |
| - | ------------------------ | ---------- | ------ |
| 1 | Pedro Muñoz (ESP)        | Zor-Gemeaz | 51     |
| 2 | Vicente Belda (ESP)      | Kelme      | 39     |
| 3 | Ángel de las Heras (ESP) | Kelme      | 34     |

|   | Cycliste               | Équipe     | Points |
| - | ---------------------- | ---------- | ------ |
| 1 | Patrick Cocquyt (BEL)  | Safir-Marc | 37     |
| 2 | Johan Lammerts (NED)   | TI-Raleigh | 13     |
| 3 | Ismael Lejarreta (ESP) | Teka       | 11     |

|   | Cycliste                  | Équipe             | Points |
| - | ------------------------- | ------------------ | ------ |
| 1 | Johan van der Velde (NED) | TI-Raleigh         | 36     |
| 2 | Ludo Peeters (BEL)        | TI-Raleigh         | 30     |
| 3 | Emanuele Bombini (ITA)    | Hoonved-Bottecchia | 28     |

|   | Équipe      | Pays     | Temps             |
| - | ----------- | -------- | ----------------- |
| 1 | TI-Raleigh  | Pays-Bas | 103 h 29 min 37 s |
| 2 | Cilo-Aufina | Suisse   | + 50 s            |
| 3 | Zor-Gemeaz  | Espagne  | + 1 min 09 s      |